# 廚餘回收
廚餘回收，是將家庭及餐飲業者產生的廚餘與一般垃圾分開，予以回收再利用。
廚餘為一般家庭垃圾中水分的主要來源，也是垃圾發臭的主要原因之一，然而廚餘是可再利用的資源，以廢棄物模式處理形同浪費。依據香港環境保護署的統計，2012年香港家居廚餘量及工商業廚餘量分別為每日2,528公噸與809公噸，合計達每日3,337公噸，佔都市固體廢棄物的36%；而依據台灣的調查資料顯示，廚餘亦佔整體垃圾成分的30%～40%。若能將廚餘與其他垃圾分離回收與再利用，將有利於資源永續利用；若再透過免費回收廚餘的政策，更可讓民眾減少垃圾處理費用的負擔。
然而廚餘回收的儲存場地亦衍生出空氣污染問題。以台灣的實施經驗為例：過去澎湖國家風景區管理處設有廚餘儲存場，由於發酵過程產生惡臭，影響遊客觀感，因而遷往環保局所在地的大城北。不過仍然因為惡臭以及儲存場位於水源保護區及農耕區內等問題，引發當地民眾抗爭，要求限期遷移。

## 外部連結
- 《廚餘回收再利用手冊》，臺中市政府環境保護局 （页面存档备份，存于）
- 廚餘回收，環境資訊中心 （页面存档备份，存于）